# Trondes
Trondes è un comune francese di 537 abitanti situato nel dipartimento della Meurthe e Mosella nella regione del Grand Est.

## Da visitare
A Trondes è presente un fortilizio militare costruito tra il 1875 e il 1878 (e in seguito modificato nel 1888 per essere unito al trinceramento difensivo di Toul così come pianificato dal generale francese Raymond Adolphe Séré de Rivières).

## Società

### Evoluzione demografica
Abitanti censiti